# 中华狼蛛
中华狼蛛（学名：Lycosa sinensis）为狼蛛科狼蛛属的动物。分布于日本以及中国大陆的河北、甘肃、内蒙古、辽宁、吉林、黑龙江、新疆、宁夏、青海、天津、山东等地。该物种的模式产地在河北。
其种加词“sinensis”意为“中华的”。